# Anaxilau de Larisa
Anaxilau (en grec antic: Ἀναξίλαος, en llatí: Anaxilaus) va ser un metge i filòsof pitagòric grec nascut a Larisa de Tessàlia. Va ser desterrat de Roma i d'Itàlia per August l'any 28 aC acusat de mag, que sembla que era en realitat un coneixement profund d'algunes plantes i de les maneres d'actuar davant de malalties, i també per la pràctica de l'alquímia, l'astrologia i la màgia.
Diògenes Laerci li atribueix un tractat "Sobre els filòsofs". S'han conservat alguns fragments d'obres atribuïdes a ell, on explica tècniques per fer aparèixer foc sobre l'aigua. Alguns dels miracles que es diu que va fer Simó el Mag es citen com a efectuats per Anaxilau. Un segle després de la seva mort, encara era recordat com a autoritat en la màgia i l'astrologia. Plini el Vell el cita com una de les seves fonts a la seva Història Natural. Al segle ii encara era citat per autors pagans i cristians.